# Publius Petronius (Syria)
Publius Petronius (24 v.Chr. - 46 n.Chr.) was een Romeins politicus onder de eerste vier keizers van Rome. Hij is vooral bekend geworden vanwege de (matigende) rol die hij speelde in het conflict tussen keizer Caligula en de Joden in Judea in de periode dat hij gouverneur was in Syria.

## Afkomst en familie[1]
Hij was de zoon van Publius Petronius Turpilianus, die als eerste uit de familie van de Petronii de senatoriale status had verkregen. Vermoedelijk was hij de oudere broer van Gaius Petronius, die in 25 na Chr. consul suffectus was.
Petronius was gehuwd met Plautia (de dochter van Aulus Plautius) en was vermoedelijk de vader van:
- Publius Petronius Turpilianus, die van 61-63 gouverneur van Britannia was
- Gaius Petronius Arbiter
- Petronia, later gehuwd met Vitellius[2]

## Vroege carrière
Uit een in Rome gevonden inscriptie blijkt dat Petronius in 7 na Chr. werd opgenomen in het college van augures, de priesters die voortekenen moesten interpreteren. Deze functie ging gepaard met hoog maatschappelijk aanzien.
Het hoge aanzien van Petronius blijkt ook uit het feit dat hij in 19 na Chr. werd aangesteld als consul suffectus naast Marcus Iunius Silanus Torquatus. In die hoedanigheid vaardigde hij wetgeving uit (de lex Iunia Petronia) die de situatie van slaven beoogde te verbeteren. De wet stelde dat wanneer de stemmen staakten over de vraag of iemand een slaaf was of niet, de persoon in kwestie als vrij burger moest worden beschouwd.

## Asia
In 29 benoemde Tiberius Petronius als proconsul van Asia, een ambt dat hij tot 35 zou bekleden, zoals blijkt uit verschillende inscripties en munten die ter plaatse gevonden zijn. Eind 35 of begin 36 werd Petronius teruggeroepen naar Rome, waar hij samen met de vier echtgenoten van de kleindochters van de keizer deel uitmaakte van het college dat na de brand die dat jaar in Rome had gewoed de schade moest taxeren, onder andere de schade aan het huis van (de latere keizer) Claudius, dat op staatskosten werd hersteld.

## Syria
In 39 n.Chr. benoemde Caligula (die in 37 Tiberius als keizer was opgevolgd) Petronius als legatus Augusti pro praetore in Syria, als opvolger van Lucius Vitellius. Petronius bleef dit ambt tot 42 vervullen. Petronius moest in deze periode ernstige problemen in Judea het hoofd bieden, waarbij hij zich mild ten opzichte van de Joden betoonde, hoewel dit hemzelf - als we tenminste uitgaan van wat Flavius Josephus erover zegt - bijna het leven kostte. De gebeurtenissen uit deze jaren zijn zowel opgetekend door Flavius Josephus als door Philo van Alexandrië.

### Onlusten in Judea
In het najaar van 39 v.Chr. had zich in Jabne in Judea een incident voorgedaan, waarbij Joden een door Grieken gebouwd en aan de keizer gewijd altaar hadden neergehaald, omdat zij dit zagen als een uiting van blasfemie. Caligula reageerde daarop met het bevel dat in de tempel in Jeruzalem een beeld van Caligula - of mogelijk een beeld van Zeus met de trekken van Caligula -, zou worden geplaatst. Aangezien Petronius als legatus van Syria over legioenen beschikte (namelijk III Gallica, VI Ferrata, X Fretensis en XII Fulminata) werd hij, en niet Marullus, de praefectus over Judea, die bovendien nog relatief jong en onervaren was, met de uitvoering van dit bevel belast.
Hoewel Flavius Josephus stelt dat Petronius zich haastte de opdracht van de keizer op voortvarende wijze uit te voeren, en Petronius inderdaad aan Fenicische kunstenaars in Sidon de opdracht gaf het beeld te vervaardigen, is het aannemelijker dat we van het voorzichtiger, meer diplomatieke beeld dat Philo van Petronius schetst moeten uitgaan. Vermoedelijk was Petronius zich bewust van de gevoeligheden die het plaatsen van een beeld in de tempel in Jeruzalem voor de monotheïstische joden met zich mee zou brengen. Volgens Philo belegde hij daarom een ontmoeting in Antiochië met Joodse leiders (waarbij we in elk geval aan vertegenwoordigers van de hogepriester Theophilus ben Ananus zullen moeten denken). Vermoedelijk hoopte hij dat zij de Judeese bevolking ervan konden overtuigen het keizerlijk bevel te accepteren, maar deze hoop bleek tevergeefs.
Daarop trok Petronius met twee van de vier in Syria gelegerde legioenen - een teken dat hij hevig verzet verwachtte - naar Ptolemaïs, aan de grens met Judea. Een grote groep Joden kwam echter vanuit Jeruzalem en de omliggende gebieden naar Ptolemaïs om bij Petronius te protesteren tegen de uitvoering van Caligula's bevel. Zij verklaarden liever te willen sterven dan de ontwijding van de tempel te moeten aanzien. Mogelijk mede door bemiddeling van de Joodse aristocratie besloot Petronius de uitvoering van het bevel uit te stellen tot hij in Tiberias overleg had gevoerd met de Herodianen. Volgens Philo schreef Petronius in deze periode een brief aan Caligula om hem op de hoogte te stellen van de vertraging in de voortgang van de uitvoering van zijn orders, waarop Caligula hem aanspoorde door te gaan met de uitvoering ervan.
In de voor- of nazomer van 40 kwam Petronius in Tiberias aan en voerde hij overleg met Aristobulus (de broer van Herodes Agrippa) en Chelkias Alexas, die eveneens tot het Herodiaanse hof behoorde. In Tiberias wachtte hem echter opnieuw een grote menigte, die vooral bestond uit Galileese boeren, die dreigden niet weg te gaan tot Petronius zou terugkeren naar Syria, ondanks dat het oogsttijd was. Volgens Josephus duurde deze patstelling veertig dagen. Onder de dreiging van de sociaal-economische ontwrichting die dit met zich mee zou brengen, besloot Petronius Caligula een brief te schrijven met het verzoek zijn voornemen in te trekken.
Tegelijkertijd oefende in Rome ook Herodes Agrippa druk uit op Caligula - met wie hij persoonlijk bevriend was - zijn voornemen in te trekken. Aanvankelijk stemde Caligula tegenover Agrippa toe, maar herriep hij dit weer toen hij korte tijd later Petronius' brief ontving, vermoedelijk omdat hij het ongepast vond dat Petronius - die tenslotte niet meer dan een legaat was - een dergelijk verzoek tot hem richtte. Hij schreef Petronius een brief waarin hij hem beschuldigde van corruptie en waarin hij hem het bevel gaf het beeld alsnog gereed te maken. Volgens Philo wilde Caligula het in de tempel laten plaatsen tijdens een voorgenomen bezoek aan de oostelijke rijksdelen in het volgende jaar. Josephus voegt bovendien toe dat Caligula Petronius beval zelfmoord te plegen als straf voor zijn insubordinatie. Het is echter niet meer vast te stellen of dit inderdaad een historisch gegeven is - Philo zwijgt erover - of dat Josephus hier gebruikmaakt van het literaire motief van een goed mens die op het laatste moment ontkomt uit de handen van een tiran. Hoe het ook zij, tot de uitvoering van Caligula's opdrachten kwam het echter niet, doordat de boodschappers van de brief op hun reis over zee vertraagd werden door storm, waardoor het bericht van Caligula's dood (op 24 januari 41) Petronius eerder bereikte dan de brief die Caligula geschreven had.

### Onrust in Syria
De gebeurtenissen in Judea hadden ook invloed op de situatie in Syria zelf, waar opstootjes lijken te hebben plaatsgevonden rondom de Joodse gemeenschap aldaar, al is de beschrijving daarvan in de antieke bronnen te veel van legendevorming doortrokken om de exacte toedracht te achterhalen. Tot ernstige onlusten lijkt het echter niet gekomen te zijn.

### Incident in Dora
Zowel uit een door Flavius Josephus overgeleverd edict van Petronius uit 42 als uit in Antiochië geslagen munten uit deze periode blijkt dat Petronius ook onder Claudius nog enige tijd gouverneur van Syria bleef, in elk geval tot 42. In deze periode, vermoedelijk eind 41 of begin 42, vond een incident plaats in het Judeese Dora, waar enkele niet-Joodse jongemannen een beeld van Claudius in een synagoge hadden geplaatst. Petronius, die vermoedelijk een herhaling van eerdere onlusten vreesde, greep direct in en beval de bestuurders van Dora het beeld te verwijderen.

## Laatste levensjaren
Korte tijd later werd Petronius teruggeroepen naar Rome. Zijn ambt in Syria werd overgenomen door Gaius Vibius Marsus. In Rome werd Petronius tot de vrienden van Claudius gerekend. Vermoedelijk overleed hij rond 46 na Chr. op ongeveer 70-jarige leeftijd.